# Frank D. White
Frank Durward White (ur. 4 czerwca 1933, zm. 21 maja 2003) – amerykański polityk ze stanu Arkansas. Związany z Partią Republikańską White pełnił urząd w latach 1981–1983. Dziś pamiętany jest głównie dlatego, iż w roku 1980 pokonał urzędującego gubernatora i późniejszego prezydenta, Billa Clintona, który w roku 1982 odzyskał utracone stanowisko i pełnił urząd do objęcia Białego Domu w 1993.
White urodził się jako Durward Frank Kyle, ale zmieniono mu nazwisko na nazwisko White i przestawiono imiona, kiedy jego matka powtórnie wyszła za mąż, a nowy ojczym adoptował go. White urodził się w Texarkana w Teksasie.
White zrobił karierę m.in. w sektorze bankowym i w latach 70., jeszcze jako demokrata, przewodniczył ciału Arkansas Industrial Development Commission, powołanego swego czasu przez gubernatora Orvala E. Faubusa.
W roku 1980 zmienił przynależność partyjną i kandydował z ramienia republikanów przeciwko urzędującemu gubernatorowi Clintonowi, najmłodszemu szefowi stanowej władzy wykonawczej w historii USA, pokonując go niespodziewanie. White'owi pomogło zapewne ogólne niezadowolenie z polityki administracji partyjnego kolegi Clintona (i, jak on, Nowego Południowca) prezydenta Jimmy’ego Cartera, który wysłał m.in., za zgodą gubernatora, tysiące kubańskich uchodźców do tymczasowych obozów w Arkansas.
Po dwóch latach White został pokonany przez Clintona. Kadencja gubernatora Arkansas została wydłużona do czterech lat wraz z wyborami w roku 1986. Jako gubernator White podpisał prawo zezwalające na nauczanie kreacjonizmu (przeciwieństwa teorii ewolucji) w szkołach stanu.
Po przegranej ponownie zajął się bankierstwem. Kandydował także bez powodzenia przeciwko Clintonowi w roku 1986, a przedtem namówił Faubusa, aby spróbował zdobyć nominację demokratyczną, co mu się nie udało.
W latach 1998–2003 był szefem komisji bankowości Arkansas z nominacji gubernatora Mike’a Huckabee.